# Філіп Мархвіньський
Філіп Мархвіньський (пол. Filip Marchwiński, нар. 10 січня 2002, Познань, Польща) — польський футболіст, півзахисник італійського клубу «Лечче» та національної збірної Польщі.

## Клубна кар'єра
Філіп Мархвіньський є вихованцем футбольної Академії познаньського клубу «Лех», де він почав займатися футболом з 2009 року. У грудні 2018 року Мархвіньського було включено до заявки першої команди клубу. За чотири дні - 16 грудня 2018 року він дебютував в основі у матчі Екстракласи проти клубу «Заглембє» і одразу відзначився забитим голом. Тим самим Мархвіньський став наймолодшим автором голу в історії «Леху».
25 липня 2024 року Філіп Мархвіньський вирушив до Італії, де пройшов медичний огляд і приєднався до клубу Серії А «Лечче», з яким підписав контракт на чотири роки з можливістю продовження договору ще на рік.

## Кар'єра в збірній
З 2017 року Філіп Мархвіньський грає за різні вікові збірні Польщі. У 2020 році він зіграв перший матч у складі молодіжної збірної.
У жовтні 2023 року тренер Міхал Пробєж викликав Мархвіньського на матчі відбору до чемпіонату Європи 2024 року. 12 жовтня у матчі проти Фарер Філіп Мархвіньський дебютував у національній збірній Польщі.

## Титули і досягнення
- Чемпіон Польщі (1):

«Лех»: 2021-22